# Villalpando
Villalpando község Spanyolországban,  Zamora tartományban. Villalpando Villamayor de Campos, Quintanilla del Monte, Cotanes del Monte, Villanueva de los Caballeros, San Pedro de Latarce, Belver de los Montes, Cañizo, San Martín de Valderaduey, Villárdiga, Tapioles, Cerecinos de Campos és Quintanilla del Olmo községekkel határos. Lakosainak száma 1399 fő (2024).

## Népesség
A település népessége az utóbbi években az alábbiak szerint változott:
| Lakosok száma | 1688 | 1624 | 1651 | 1663 | 1610 | 1551 | 1501 | 1475 | 1436 | 1399 |
|               | 2001 | 2004 | 2007 | 2009 | 2012 | 2014 | 2017 | 2019 | 2022 | 2024 |